# Nepeta
Nepeta este un gen de plante din familia Lamiaceae.

## Specii, selectiv

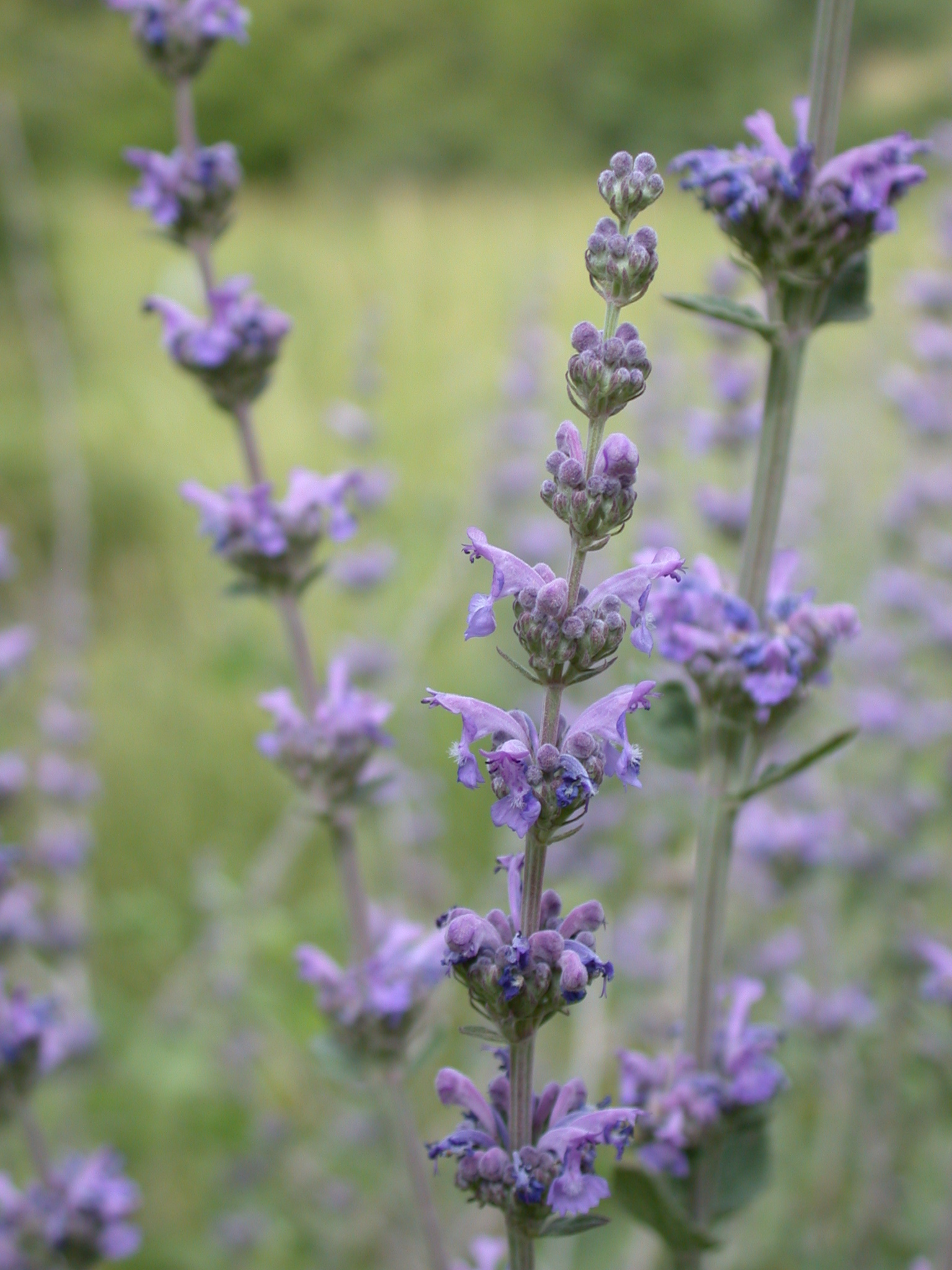
Flower spikes of Nepeta curviflora

| - Nepeta agrestis - Nepeta annua - Nepeta apuleii - Nepeta beltranii - Nepeta camphorata - Nepeta cataria - Nepeta ciliaris - Nepeta coerulescens - Nepeta congesta - Nepeta curviflora - Nepeta cyanea - Nepeta densiflora - Nepeta dentata - Nepeta dirphya - Nepeta discolor - Nepeta elliptica - Nepeta everardi - Nepeta floccosa - Nepeta foliosa - Nepeta fordii - Nepeta glutinosa - Nepeta govaniana - Nepeta granatensis - Nepeta grandiflora - Caucasus catnip - Nepeta heldreichii - Nepeta hemsleyana - Nepeta hindostana - Indian catnip - Nepeta hispanica | - Nepeta italica - Nepeta jomdaensis - Nepeta kokamirica - Nepeta kokanica - Nepeta laevigata - Nepeta lamiopsis - Nepeta latifolia - Nepeta leucolaena - Nepeta leucophylla - Nepeta longibracteata - Nepeta manchuriensis - Nepeta melissifolia - Nepeta membranifolia - Nepeta micrantha - Nepeta multibracteata - Nepeta multifida - Nepeta mussinii - Nepeta nepalensis - Nepeta nepetella - lesser catmint - Nepeta nervosa - Nepeta nuda - hairless catmint - Nepeta parnassica - Nepeta parviflora - Nepeta phyllochlamys - Nepeta prattii - Nepeta pungens | - Nepeta racemosa - raceme catnip - Nepeta raphanorhiza - Nepeta rtanjensis - Nepeta scordotis - Nepeta sessilis - Nepeta sibirica - Nepeta sibthorpii - Nepeta souliei - Nepeta spruneri - Nepeta staintonii - Nepeta stewartiana - Nepeta sungpanensis - Nepeta supina - Nepeta taxkorganica - Nepeta tenuiflora - Nepeta tenuifolia - Nepeta tuberosa - Nepeta ucranica - Nepeta veitchii - Nepeta virgata - Nepeta wilsonii - Nepeta yanthina - Nepeta zandaensis Natural hybrids - Nepeta × faassenii |